# Baldovino V di Hainaut
Baldovino V di Hainaut, detto Il Valoroso, in olandese: Boudewijn, bijgenaamd de Moedige (1150 – Mons, 17 dicembre 1195), fu Conte di Hainaut dal 1171 e conte di Namur con il nome di Baldovino I dal 1187 alla sua morte; fu anche Conte di Fiandra con il nome di Baldovino VIII dal 1191 al 1194.

## Origine
Baldovino, secondo il Gisleberti Chronicon Hanoniense, era il figlio del Conte di Hainaut, Baldovino IV e della moglie, Alice di Namur, che era figlia del conte di Namur, Goffredo I e della sua seconda moglie, l'erede della contea del Lussemburgo, Ermessinda di Lussemburgo, sia secondo la Genealogica comitum Buloniensium, che secondo la Chronica Albrici Monachi Trium Fontium e che, secondo il Herimanni, Liber de Restauratione Sancti Martini Tornacensis, era la sorella del conte di Lussemburgo e di Namur, Enrico IV.
Baldovino IV di Hainaut, secondo il Gisleberti Chronicon Hanoniense, era il figlio primogenito del Conte di Hainaut, Baldovino III e della moglie, Iolanda di Gheldria, che secondo il Herimanni, Liber de Restauratione Sancti Martini Tornacensis, era figlia del conte di Gheldria, Gerardo I; anche la Chronica Albrici Monachi Trium Fontium, conferma che Baldovino era figlio di Iolanda.

## Biografia
Nel 1163, suo zio, il conte di Lussemburgo e di Namur, Enrico IV (secondo il Herimanni, Liber de Restauratione Sancti Martini Tornacensis, era il fratello di sua madre, Alice), essendo senza eredi, designò suo padre, Baldovino IV come suo successore, ed in caso di sua morte, l'erede sarebbe stato uno dei figli.
Nel 1169, Baldovino, come ci conferma il Gisleberti Chronicon Hanoniense, la Genealogica comitum Buloniensium e la Flandria Generosa (Continuatio Continuatio Bruxellensis), prese in moglie Margherita d'Alsazia, che, secondo la Flandria Generosa (Continuatio Claromariscensis) era la figlia femmina secondogenita del conte delle Fiandre, Teodorico di Alsazia (1099 circa – 4 gennaio 1168) e di Sibilla d'Angiò (1112 circa – 1165), e come conferma la Flandria Generosa (Continuatio Gislenesis) era la sorella del conte delle Fiandre, Filippo d'Alsazia (1143 – 1º giugno 1191); Margherita, secondo la Flandria Generosa (Continuatio Claromariscensis) era vedova del conte di Vermandois, Rodolfo II.
Suo padre, Baldovino IV, morì tra il 6 e l'8 novembre 1171, e gli succedette Baldovino, il maggiore dei figli maschi ancora in vita, come Baldovino V di Hainaut, che divenne anche erede dello zio Enrico IV di Lussemburgo.
Nel 1180, Baldovino V, divenne suocero del re di Francia, Filippo II Augusto, che aveva sposato Isabella, figlia di Baldovino, a seguito di questo matrimonio la contea di Hainaut, feudo imperiale, soprattutto dopo il 1184, ebbe ottimi rapporti col regno di Francia. Nello stesso anno partecipò all'Hoftag di Magonza in qualità di portatore della spada imperiale di Federico Barbarossa.
Nel 1185, la contea di Hainaut fu attaccato e devastato da una coalizione, tra contea delle Fiandre e ducato del Brabante, contro il regno di Francia.
In quell'anno, Baldovino V, secondo la De Combustione Monasterii Gemblacenses, fu chiamato dallo zio, Enrico IV di Lussemburgo, per aiutarlo a circoscrivere l'incendio del convento di Gembloux, causato dallo sconto tra Enrico IV ed Enrico I di Brabante.
Sempre in quello stesso anno, infine fu raggiunto un accordo tra i contendenti, in cui Baldovino V ottenne l'indennizzo dei danni subiti e fu stipulata un'alleanza con le Fiandre.
Nel 1186, lo zio, Enrico IV di Lussemburgo, inaspettatamente, ebbe un'erede, Ermesinda, rimettendo in discussione l'eredità di Baldovino V sulle contee di Lussemburgo e di Namur.
Nel 1187, l'imperatore, Federico Barbarossa, lo confermò erede della contea di Namur, e, nel 1188, riconoscendogli ancora il suo diritto di successione, trasformò la contea in margraviato.
Nell'estate del 1191, morì, senza eredi legittimi, Filippo d'Alsazia, il fratello di sua moglie Margherita, come ci confermano gli Annales Blandinienses, e Baldovino divenne così Baldovino VIII, conte delle Fiandre, per diritto di matrimonio.
Dopo la morte di sua figlia, Isabella, nel 1190, i rapporti col re di Francia si erano raffreddat, anche per la successione nelle Fiandre, che Filippo Augusto avrebbe voluto annettere al regno di Francia, ma che aveva accettato che la contea andasse a Baldovino VIII; e, dopo la liberazione del re d'Inghilterra, Riccardo Cuor di Leone, all'inizio del 1194, Baldovino, conte di Hainaut e delle Fiandre si avvicinò a quest'ultimo in un'alleanza contro Filippo Augusto.
Nel 1194, Baldovino rimase vedovo, per la morte della moglie Margherita, come ci confermano gli Annales Blandinienses, ed il figlio maschio primogenito, Baldovino, secondo il Gisleberti Chronicon Hanoniense, divenne così Baldovino IX, conte delle Fiandre.
Baldovino V, conte di Hainaut e conte di Namur, ancora secondo il Gisleberti Chronicon Hanoniense, dopo lunga malattia morì a Mons il 17 dicembre 1195 (1195, mense Decembri, 12 kal. ianuarii); gli succedette, nella contea di Hainaut, il figlio, Baldovino, come Baldovino VI, mentre nella contea di Namur gli succedette il figlio maschio secondogenito, Filippo.

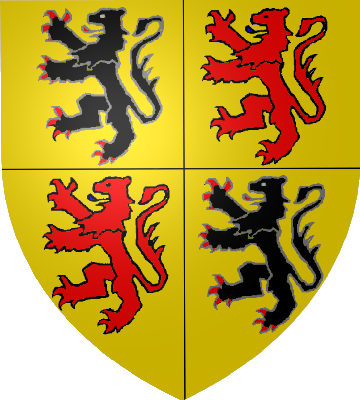
Stemma dei Conti di Hainaut.

## Discendenza
Da Margherita, Baldovino ebbe sette figli:
- Isabella[27](1170 – 1190), prima moglie di Filippo II Augusto[27] e madre di Luigi VIII[28];
- Baldovino[27] (1171 - 1205), Conte di Fiandra e Conte di Hainaut[27], che fu anche il primo Imperatore Latino d'Oriente[9], dal 1204 al 1205;
- Filippo[9] (1174 - 1212), marchese di Namur[9];
- Iolanda[28] (1175 - 1219), reggente dell'Impero latino di Costantinopoli per suo marito Pietro II di Courtenay[28], dal 1217 al 1219;
- Enrico[9] (1176 - 1216), secondo Imperatore Latino di Costantinopoli[9];
- Sibilla[28] (1179 - 1217), che sposò Guiscardo IV signore di Beaujeu[28];
- Eustachio († dopo il 1217), reggente del regno di Tessalonica[26].

Baldovino ebbe anche un figlio illegittimo da un'amante di cui non si conoscono né il nome né gli ascendenti:
- Goffredo, avviato alla vita religiosa, fu prevosto a Bruges, a Mechelen e a Douai e arcidiacono a Cambrai.

## Ascendenza
|                                             |                      |                          | Genitori                   |  |  | Nonni |  |  | Bisnonni                |  |  | Trisnonni               |  |
|                                             |                      |                          |                            |  |  |       |  |  | Baldovino II di Hainaut |  |  | Baldovino VI di Fiandra |  |
|                                             |                      |                          |                            |  |  |       |  |  | Baldovino II di Hainaut |  |  | Baldovino VI di Fiandra |  |
|                                             |                      | Richilde di Hainaut      |                            |  |  |       |  |  | Baldovino II di Hainaut |  |  |                         |  |
| Baldovino III di Hainaut                    |                      |                          |                            |  |  |       |  |  | Baldovino II di Hainaut |  |  |                         |  |
|                                             |                      | Ida di Lovanio           | Enrico II di Lovanio       |  |  |       |  |  |                         |  |  |                         |  |
|                                             |                      | Ida di Lovanio           | Enrico II di Lovanio       |  |  |       |  |  |                         |  |  |                         |  |
|                                             |                      | Ida di Lovanio           | Adelaide di Betuwe         |  |  |       |  |  |                         |  |  |                         |  |
| Baldovino IV di Hainaut                     |                      | Ida di Lovanio           |                            |  |  |       |  |  |                         |  |  |                         |  |
|                                             |                      | Gerardo I di Gheldria    | Teodorico                  |  |  |       |  |  |                         |  |  |                         |  |
|                                             |                      | Gerardo I di Gheldria    | Teodorico                  |  |  |       |  |  |                         |  |  |                         |  |
|                                             |                      | Gerardo I di Gheldria    | ?                          |  |  |       |  |  |                         |  |  |                         |  |
| Iolanda di Gheldria                         |                      | Gerardo I di Gheldria    |                            |  |  |       |  |  |                         |  |  |                         |  |
|                                             |                      | Clemenza d'Aquitania     | Guglielmo VII di Aquitania |  |  |       |  |  |                         |  |  |                         |  |
|                                             |                      | Clemenza d'Aquitania     | Guglielmo VII di Aquitania |  |  |       |  |  |                         |  |  |                         |  |
|                                             |                      | Clemenza d'Aquitania     | Ermesinda di Lotaringia    |  |  |       |  |  |                         |  |  |                         |  |
| Baldovino V di Hainaut                      |                      | Clemenza d'Aquitania     |                            |  |  |       |  |  |                         |  |  |                         |  |
|                                             | Alberto III di Namur | Alberto II di Namur      |                            |  |  |       |  |  |                         |  |  |                         |  |
|                                             | Alberto III di Namur | Alberto II di Namur      |                            |  |  |       |  |  |                         |  |  |                         |  |
|                                             | Alberto III di Namur | Regelinda                |                            |  |  |       |  |  |                         |  |  |                         |  |
| Goffredo I di Namur                         | Alberto III di Namur |                          |                            |  |  |       |  |  |                         |  |  |                         |  |
|                                             |                      | Ida di Sassonia          | Bernardo II di Sassonia    |  |  |       |  |  |                         |  |  |                         |  |
|                                             |                      | Ida di Sassonia          | Bernardo II di Sassonia    |  |  |       |  |  |                         |  |  |                         |  |
|                                             |                      | Ida di Sassonia          | Eilika di Schweinfurt      |  |  |       |  |  |                         |  |  |                         |  |
| Alice di Namur                              |                      | Ida di Sassonia          |                            |  |  |       |  |  |                         |  |  |                         |  |
|                                             |                      | Corrado I di Lussemburgo | Giselberto di Lussemburgo  |  |  |       |  |  |                         |  |  |                         |  |
|                                             |                      | Corrado I di Lussemburgo | Giselberto di Lussemburgo  |  |  |       |  |  |                         |  |  |                         |  |
|                                             |                      | Corrado I di Lussemburgo | ?                          |  |  |       |  |  |                         |  |  |                         |  |
| Ermesinde di Lussemburgo, contessa di Namur |                      | Corrado I di Lussemburgo |                            |  |  |       |  |  |                         |  |  |                         |  |
|                                             |                      | Clemenza d'Aquitania     | Guglielmo VII di Aquitania |  |  |       |  |  |                         |  |  |                         |  |
|                                             |                      | Clemenza d'Aquitania     | Guglielmo VII di Aquitania |  |  |       |  |  |                         |  |  |                         |  |
|                                             |                      | Clemenza d'Aquitania     | Ermesinda di Lotaringia    |  |  |       |  |  |                         |  |  |                         |  |
|                                             |                      | Clemenza d'Aquitania     |                            |  |  |       |  |  |                         |  |  |                         |  |

### Fonti primarie
- (LA)  Monumenta Germaniae Historica, Scriptores, tomus V.
- (LA)  Monumenta Germaniae Historica, Scriptores, tomus VIII.
- (LA)  Monumenta Germaniae Historica, Scriptores, tomus IX.
- (LA)  Monumenta Germaniae Historica, Scriptores, tomus XIV.
- (LA)  Monumenta Germaniae Historica, Scriptores, tomus XXI.
- (LA)  Monumenta Germaniae Historica, Scriptores, tomus XXIII.

### Letteratura storiografica
- Austin Lane Pool, Federico Barbarossa e la Germania, in Storia del mondo medievale, IV. La riforma della chiesa e la lotta tra papi e imperatori, 1999,  pp. 823-858.
- Louis Halphen, La Francia: Luigi VI e Luigi VII (1108-1180), in Storia del mondo medievale, V. Il trionfo del papato e lo sviluppo comunale, 1999,  pp. 705-739.
- Frederick Maurice Powicke, I regni di Filippo Augusto e Luigi VIII di Francia, in Storia del mondo medievale, V. Il trionfo del papato e lo sviluppo comunale, 1999,  pp. 776-828.